# پرستاولکی (ناحیه لیتومیریتسه)
پرستاولکی (به چکی: Přestavlky) یک منطقهٔ مسکونی در جمهوری چک است که در ناحیه لیتومیریتسه واقع شده‌است. پرستاولکی ۵٫۶۱ کیلومتر مربع مساحت و ۲۳۶ نفر جمعیت دارد و ۱۸۳ متر بالاتر از سطح دریا واقع شده‌است.